# Hồ Toba
Siêu núi lửa Toba hay Hồ Toba là một hồ nước trên đảo Sumatra, Indonesia. Với chiều dài 100 km và chiều rộng 30 km, và điểm sâu nhất là 505 m (1,657 ft). Đây là hồ núi lửa lớn nhất thế giới.
Hồ Toba là địa điểm của một vụ phun trào núi lửa xuất hiện khoảng 69.000-77.000 năm về trước, một vụ thay đổi khí hậu toàn cầu to lớn. Các nhà khoa học ước đoán vụ phun trào này có cường độ VEI 8 và là vụ phun trào núi lửa lớn nhất trên Trái Đất trong 25 triệu năm qua. Theo giả thuyết đại thảm hoạ Toba mà một số nhà nhân chủng học và khảo cổ học mô tả, vụ phun trào này có các hậu quả toàn cầu, giết chết phần lớn loài người đang sinh sống lúc đó và tạo ra một cổ chai dân số ở Trung Đông Phi và Ấn Độ và gây ảnh hưởng đến di truyền gen của toàn bộ nhân loại ngày nay. Giả thuyết này tuy nhiên phần lớn bị tranh cãi do không có bằng chứng về sự suy tàn hay tuyệt chủng động vật khác, thậm chí trong số các loài nhạy cảm về môi trường. Tuy nhiên, người ta đã chấp nhận rằng vụ phun trào Toba đã dẫn tới một mùa đông núi lửa với việc giảm sút nhiệt độ toàn cầu khoảng 3-5 độ C và đến 15 độ C ở các khu vực có độ cao hơn.

## Địa chất

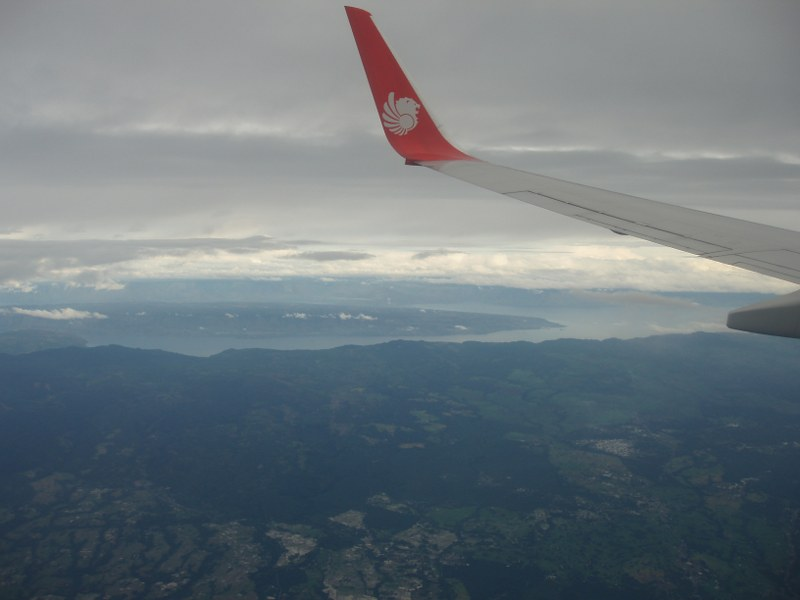
Hồ Toba nhìn từ trên cao

Tổ hợp miệng núi lửa ở Bắc Sumatra, Indonesia gồm 4 hõm chảo chồng lên nhau. Miệng núi lửa thứ tư và trẻ nhất là miện núi lửa Đệ Tứ lớn nhất thế giới với kích thước 100 kmx 30 km và cắt qua 3 miệng núi lửa cổ hơn còn lại. Người ta ước lượng rằng 2.800 km3 (670 mi khối) vật liệu mảnh vụn quy đổi, hay còn gọi là tuff Toba trẻ nhất, đã phun ra từ miệng núi lửa trẻ nhất trong lịch sử địa chất của nó. Theo sau đợt phu nổ tạo ra tuff đó, một dạng vòm được hình thành bên trong miệng núi lửa mới, nối hai nửa vòm được phân cách bởi một địa hào theo chiều dọc.
Có ít nhất 4 cùi núi lửa, 4 núi lửa tầng và 3 hõm chảo được quan sát trong hồ. Cùi Tandukbenua ở rìa tây bắc có ít thực vật sinh sống, được cho là có tuổi trẻ chỉ vài trăm năm. Còn núi lửa Pusubukit ở rìa phía nam thì đang hoạt động phun khí lưu huỳnh.

## Sức mạnh của siêu núi lửa
Vụ phun trào Toba hay Sự kiện Toba là một vụ phun trào núi lửa vào khoảng 74,000 hay 73,000 trước đây. 

## Hậu quả và vai trò
Khi siêu núi lửa Toba hoạt động, thế giới đã trải qua một mùa đông dài tới 6 năm. Sau đó, tình trạng băng giá vẫn tiếp tục duy trì trên địa cầu thêm khoảng 1.000 năm nữa. Làm loài người gần như bị tuyệt chủng.
Giới khoa học cho rằng sự phun trào của Toba khiến thực vật tuyệt chủng hàng loạt và nhiều loài động vật chết đói vì không có thức ăn. Các nhà sinh học còn tìm thấy bằng chứng cho thấy núi lửa Toba còn tác động tới DNA của người. Cụ thể, số lượng đột biến trong DNA giảm mạnh trong giai đoạn sau khi núi lửa phun trào. Nó đã sản xuất ra khoảng 2.800 km³.
Theo tính toán của nhiều nhà nghiên cứu, số lượng con người trên địa cầu sau thảm họa này chỉ vào khoảng 5.000-10.000, khiến chủng Homo sapiens đối mặt với nguy cơ tuyệt chủng. Nhưng một số nhà khoa học cho rằng chính nguy cơ tuyệt chủng buộc con người phải trở lên thông minh và khéo léo hơn để có thể tồn tại. Chẳng hạn, tổ tiên của chúng ta biết cách chế tạo công cụ và vẽ tranh trên đá sau khi núi lửa Toba hoạt động.

## Núi lửa mùa đông và Thời kì băng hà
Vụ phun trào này đã làm cho nhiệt độ trên thế giới giảm từ 3–5 °C trong vòng 1,000 năm.

## Con người
Hầu hết những người sống quanh Hồ Toba đều là dân tộc Bataks. Nhà Batak truyền thống đặc trưng bởi mái nhà đặc biệt của họ (có đường cong lên ở mỗi đầu, như thân tàu thuyền) với cách trang trí sặc sỡ.

## Hình ảnh

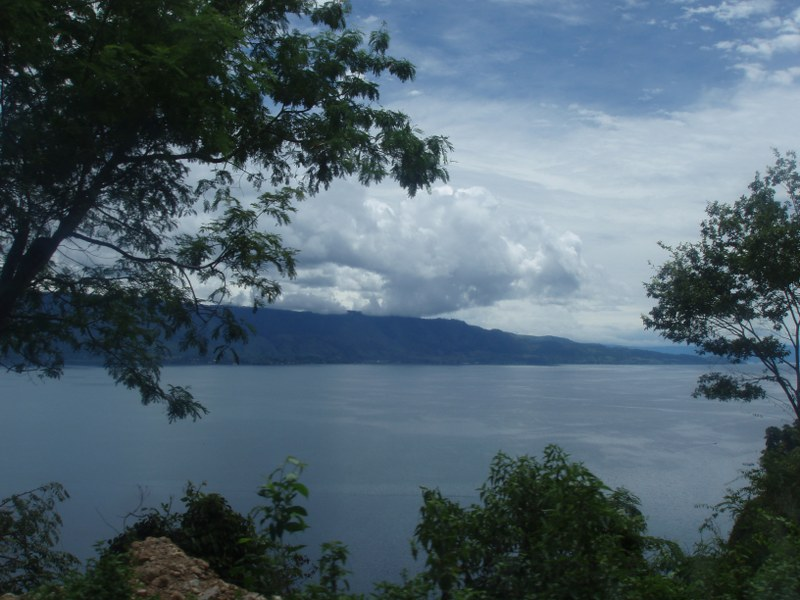
Toba Lake viewed from Parapat
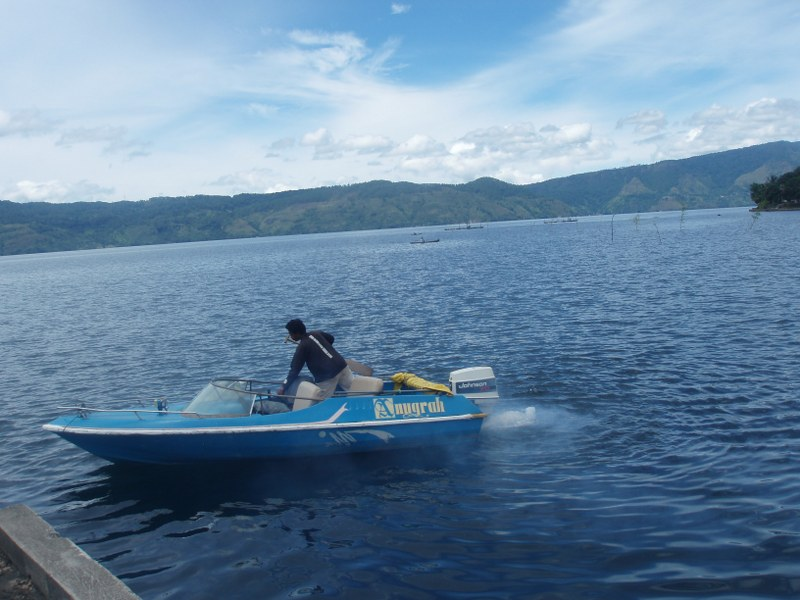
Toba Lake viewed from Ambarita
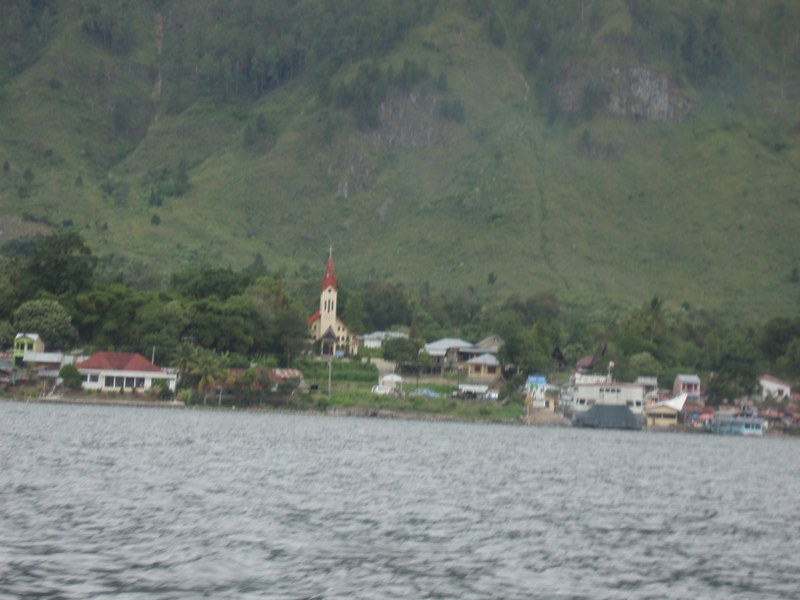
Toba Lake Villages Samosir
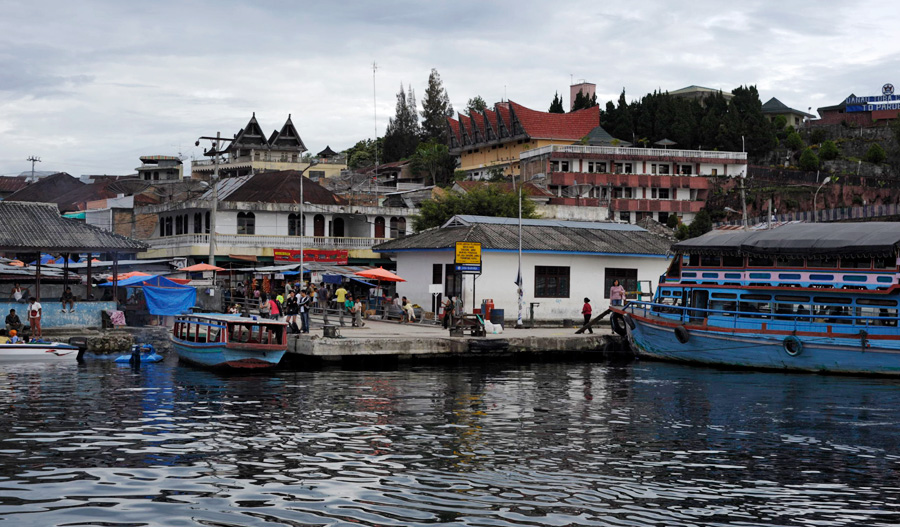
Parapat harbor
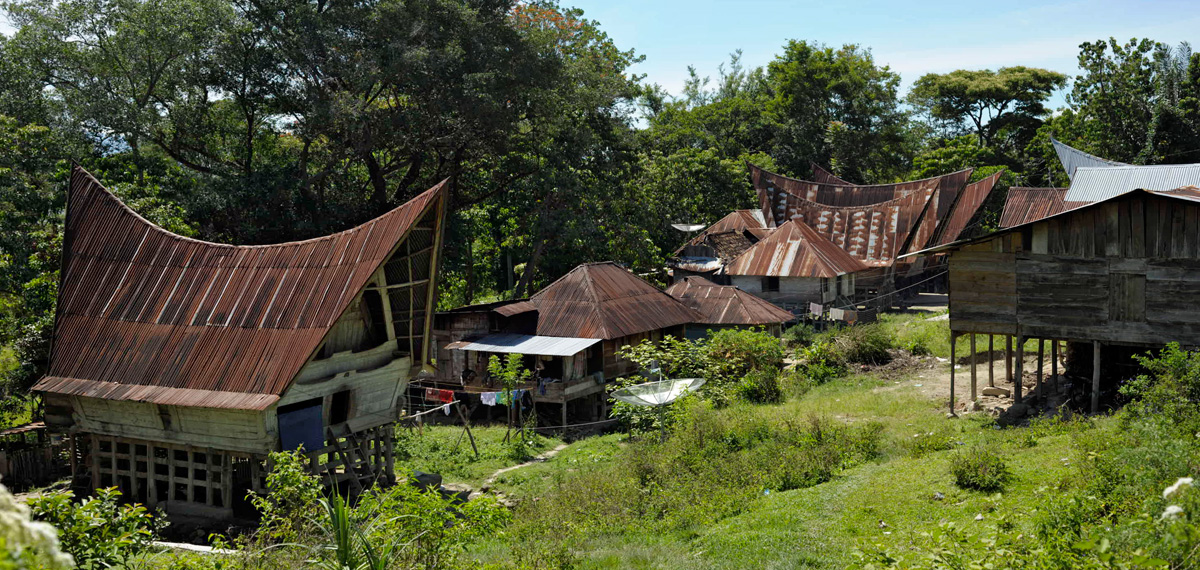
Batak village
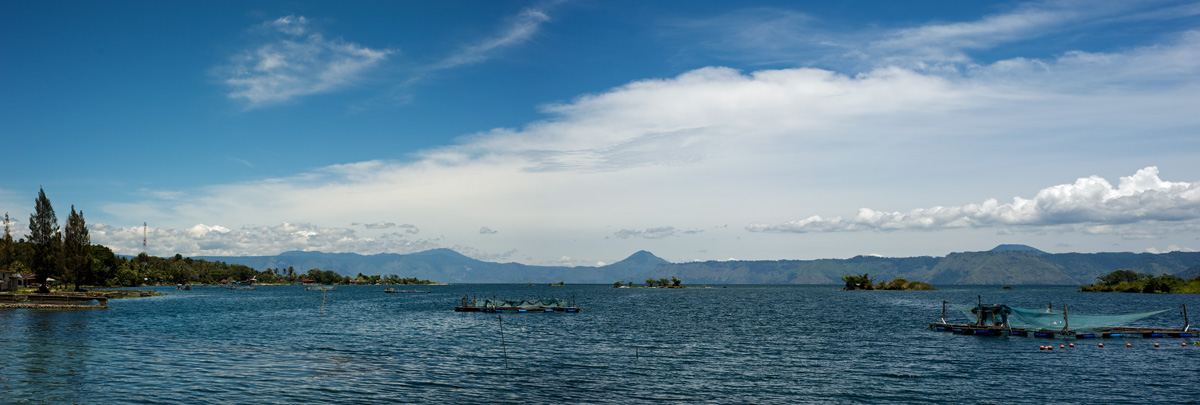
Simanindo lake view